# Wave Race 64
Wave Race 64 (ウエーブレース64, Uēbu Rēsu Rokujūyon) és un videojoc de curses per a Nintendo 64 publicat el 27 de setembre de 1996 al Japó i el 5 de novembre de 1996 a l'Amèrica del Nord. En el Wave Race 64 el jugador ha de competir amb motos d'aigua en diferents condicions i en una gran varietat de curses. El joc va ser patrocinat per la marca Kawasaki Heavy Industries. El Wave Race 64 va ser publicat el 6 d'agost del 2007 per la Wii a l'Amèrica del Nord., a les regions PAL va ser publicat el 17 d'agost.

## Sistema de joc
Seleccionem la manera de joc que seleccionem, el primer que farem serà seleccionar el corredor amb el qual jugarem, podent variar algunes característiques. Després d'això passem a la selecció del circuit.
En la manera Campionat, la manera principal, seleccionem la dificultat entre Normal, Difícil, Expert i Invers. Depenent de la dificultat triada, hi haurà més o menys circuits a recórrer: 6 en el Normal, 7 en Difícil i 8 en Expert/Invers.
En aquesta mateixa pantalla es presenten els requisits mínims necessaris per continuar en el campionat: s'indiquen el nombre de punts que han d'aconseguir-se en la carrera. Si no s'aconsegueix aquest objectiu, el jugador queda eliminat del campionat i ha de començar un nou. El guanyador del campionat serà aquell que en finalitzar tots els recorreguts del campionat hagi sumat més punts.
Després de la selecció del campionat, comença el veritable joc. Sempre correran quatre jugadors, incloent el controlat pel jugador. La posició en la qual es comenci la carrera ve determina per la posició en què es va quedar en l'anterior carrera: si quedem segons abans, sortirem en segona posició ara. En la primera carrera de cada campionat es comença l'últim. Un carrera consisteix a donar tres voltes al recorregut.
Per donar la sortida, un semàfor anirà canviant les seves llums de vermell a groc i d'est a verd. Si el jugador accelera just en el moment en el qual les llums es posen verds, obté un turbo, que podrà utilitzar quan estimi oportú. Aquests turbos també poden activar-se al llarg de la carrera quan el mesurador de potència s'ompli, això succeeix si mantenim un ritme constant, no xoquem amb gens, superem correctament les boies o fem alguna acrobàcia.
Durant la carrera, a part d'arribar a la meta, el jugador ha de seguir un recorregut estipulat per boias. Aquestes boies poden ser de dos colors, vermelles i grogues. Les vermelles, marcades amb una "R" (right) han de superar-se pel seu costat dret, i les grogues, "L" (left), pel seu costat esquerre. Si durant la carrera no superem correctament una boia es donarà com fallada. El jugador té un topall de cinc fallades permeses, si es comet un de més, el jugador queda eliminat de la carrera quedant en última posició.
Existeix un altre tipus de boia, rosada i més petita, que marca els límits del circuit. No han de depassar-se, perquè si se supera el temps límit per tornar al circuit, quedem eliminats.
A part de la manera Campionat, existeixen altres maneres de joc que mantenen algunes de les característiques que s'acaben de descriure:
La manera contrarellotge (Time Trials) proposa millorar el temps necessari a completar cada circuit. El jugador està solament en el circuit mentre el rellotge corre. Les regles bàsiques per a aquesta manera són les mateixes que les del Campionat. Cada vegada que es completi una volta es mostrarà una comparativa entre el temps de la volta actual i la millor volta. Cada vegada que es faci un rècord, es podrà introduir tres lletres perquè quedi registrat en les llistes dels millors temps de cada circuit.
En la manera acrobàtica (Stunt Mode) la meta consisteix a sumar la major quantitat de punts fent diferents acrobàcies i passant a través dels cèrcols. Aquestes acrobàcies es realitzen mitjançant combinacions de botons. En cada circuit hi ha quatre checkpoints, que han d'aconseguir-se abans que s'esgoti el temps límit per creuar-los. Cada vegada que es creuin, s'obtindran segons extra, necessaris per completar el circuit. Si el temps límit es depassa, el jugador queda desqualificat i no es registra la seva puntuació.
Sistema de puntuació
Aquests tres apartats són els que es valoren a l'hora de puntuar:
- Comptador de temps: Cada vegada que es passa per un checkpoint, es multiplica per 50 els segons que quedaven fins a esgotar el temps límit d'aquest tram. Per exemple, si quedaven 4.5 segons, s'obtindrien 225 punts.
- Comptador de cèrcols: Al llarg del circuit hi ha disposats una gran quantitat de cèrcols. Quan es passi per un cèrcol s'obtindran 50 punts. Si s'aconsegueix travessar diferents cèrcols consecutivament, la puntuació de cada cèrcol anirà augmentant en 50 punts. Si es falla algun cèrcol, la puntuació torna a començar per 50 punts. Per exemple, es travessen quatre cèrcols consecutius i es falla el cinquè, la puntuació per cada cèrcol seria: 50, 100, 150, 200, -, 50, 100,...
- Comptador d'acrobàcies: Cada acrobàcia que s'executi, tindrà una puntuació, depenent de la dificultat del moviment.

En la manera Entrenament (Warm Up), el jugador corre en el circuit Dolphin Park i serveix per familiaritzar-se amb els controls del joc.
Per acabar, la manera 2 jugadors (2P VS.), en el qual es parteix la pantalla per la meitat. Se segueixen les mateixes regles que en la manera contrarellotge.

### Llista d'acrobàcies
- Donar la volta (gir vertical en l'aire): en una rampa moure a dalt la palanca de control, i ja en l'aire, moure-la cap avall fins a haver donat la volta completa.
- Gir a dretes (gir horitzontal en l'aire): en una rampa moure a l'esquerra la palanca de control, i ja en l'aire, moure-la cap a la dreta fins a haver donat el gir complet.
- Gir a esquerres (gir horitzontal en l'aire): en una rampa moure a la dreta la palanca de control, i ja en l'aire, moure-la cap a l'esquerra fins a haver donat el gir complet.
- Fer el pi (conduir fent el pi): deixant anar l'accelerador, moure la palanca cap avall i després cap amunt. Per aguantar aquesta posició, es manté a dalt la palanca mentre s'accelera.
- Marxa enrere (conduir marxa enrere): deixant anar l'accelerador, girar la palanca 360° a la dreta i mantenir-la cap avall. Per aguantar aquesta posició, es manté a baix la palanca mentre s'accelera.
- Salt mortal: deixant anar l'accelerador, girar la palanca 360° a l'esquerra i mantenir-la cap amunt. S'ha d'aguantar la posició mantenint a baix la palanca mentre s'accelera. Una vegada en aquesta posició alçada, moure la palanca ràpidament cap avall per completar el salt.
- Submarí: En saltar en una rampa, moure la palanca cap avall i després cap amunt. Deixant anar la palanca una vegada sota l'aigua, la moto tornarà a la superfície.
- Salt llarg: En saltar en una rampa, moure la palanca cap avall.
- Salt curt: En saltar en una rampa, moure la palanca cap amunt.

## Personatges
- Ryota Hayami (18 anys, Japó): el més equilibrat. Vàlid tant per a jugadors principiants com a experts.
- David Mariner (32 anys, USA): el més ràpid. Baixa maniobrabilitat, només per a experts.
- Ayumi Stewart (21 anys, USA): la més lenta, encara que la que millor maniobrabilitat i major acelaración té. Per a principiants.
- Milers Jeter (24 years old, Canada): la millor maniobrabilitat i la pitjor estabilitat, encara que les altres característiques estan equilibrades. Per a jugadors avançats i experts.

## Circuits
- Dolphin Park: no disponible en la manera Campionat.
- Sunny Beach
- Sunset Bay
- Drake Lake
- Marine Fortress
- Port Blue
- Twilight City
- Glacier Coast
- Southern Island

## Versions
- Al juliol de 1997 es va rellançar de nou en Japó (sota el nom de Shindou Wave Race 64), aquesta vegada acompanyat d'un Rumble Pak, ja que es va incloure en el joc la funció de vibració.
- La conversió de Wave Race 64 a la Consola Virtual de Wii, no és una rèplica exacta del joc original. A causa que l'acord entre Nintendo i Kawasaki Heavy Industries havia expirat, tota la publicitat de Kawasaki que apareix en el joc original va ser retirada. Els anuncis de l'empresa que envoltaven els circuits van ser substituïts per anuncis de Wii i Nintendo DS. La publicitat de les motos va ser directament eliminada.

## Curiositats
- En el joc anaven a usar-se una espècie de barques futuristes que aconseguirien grans velocitats, en comptes de motos d'aigua, però a causa que tenia una gran semblança amb el que aleshores estava en desenvolupament, F-Zero X, es va decidir canviar radicalment el plantejament del joc.
- El joc va suposar tota una revolució quant a la física de l'aigua i els moviments de les motos sobre ella, així com la il·luminació.
- Les motos d'aigua són de la famosa marca Kawasaki. Això es deu a l'acord de cooperació que van signar Nintendo i Kawasaki Heavy Industries. A més de les motos, podem veure anuncis d'aquesta marca penjats en els diferents circuits a manera de tanques publicitàries.
- Tomonobu Itagaki, creador de la saga Dead or Alive, va incloure una manera de motos d'aigua en el joc Dead or Alive Xtreme 2 en honor d'aquest joc, del que és un gran admirador.